# Łęgwarowo
Łęgwarowo (deutsch Lingwarowen, 1938 bis 1945 Berglingen) ist ein Dorf in der polnischen Woiwodschaft Ermland-Masuren, das zur Stadt- und Landgemeinde Węgorzewo (Angerburg) im Powiat Węgorzewski (Kreis Angerburg) gehört.

## Geographische Lage
Łęgwarowo liegt im Nordosten der Woiwodschaft Ermland-Masuren in unmittelbarer Nähe zur polnisch-russischen Staatsgrenze. Die Kreisstadt Węgorzewo (Angerburg) liegt zwölf Kilometer in südlicher Richtung. Die auf russischem Staatsgebiet gelegene Kreismetropole Darkehmen (1938 bis 1945 Angerapp, russisch Osjorsk) ist 23 Kilometer in nordöstlicher Richtung entfernt.

## Geschichte
Bei dem einst Lingwarowen, nach 1818 noch Lengwarowen genannten Ort handelte es sich bis 1945 um ein kleines Dorf mit einem großen Gut. 
Im Jahr 1874 wurde der Ort Amtsdorf und damit namensgebend für einen Amtsbezirk, der – zwischen 1939 und 1945 „Amtsbezirk Berglingen“ genannt – zum Kreis Darkehmen (1939 bis 1945 „Landkreis Angerapp“) im Regierungsbezirk Gumbinnen der preußischen Provinz Ostpreußen gehörte.
Das einstöckige Gutshaus mit Krüppelwalmdach entstand im Jahre 1886, das dazugehörige Areal umfasste zuletzt 498 Hektar. Letzte Besitzer waren Angehörige der Familie Doering.
188 Einwohner zählte der Gutsbezirk Lingwarowen im Jahr 1910. Am 30. September 1928 wandelte man den Gutsbezirk Lingwarowen in die Landgemeinde Lingwarowen um. Die Einwohnerzahl belief sich 1925 auf 176, 1933 auf 156 und 1939 auf 157.
Am 3. Juni 1938 erfuhr Lingwarowen aus politisch-ideologischen Gründen der Abwehr fremdländisch klingender Ortsnamen die Umbenennung in „Berglingen“.
1945 kam das Dorf in Kriegsfolge zu Polen und erhielt die polnische Namensform „Łęgwarowo“. Es gehört jetzt zum Schulzenamt (polnisch Sołectwo) Rudziszki (Raudischken, 1938 bis 1945 Raudingen) und ist eine Ortschaft im Verbund der Stadt- und Landgemeinde Węgorzewo im Powiat Węgorzewski, bis 1998 der Woiwodschaft Suwałki und seither der Woiwodschaft Ermland-Masuren zugehörig.
Das einstige Gutshaus überstand den Krieg und befindet sich in guter Verfassung. Es wird heute als Verwaltungsgebäude genutzt. Ein nahe dem Gutshaus stehendes kleines Gebäude mit dem Grundriss eines griechischen Kreuzes und einem mittleren Turmaufbau war ein Badehaus und wird jetzt als Hühnerstall genutzt. Am Rande des Gutsparks befinden sich nahe der Einfahrt noch Reste des Gutsfriedhofes.

### Amtsbezirk Lingwarowen/Berglingen (1874–1945)
Zu dem am 6. Mai 1874 errichteten Amtsbezirk gehörten ursprünglich acht Dörfer. Am Ende waren es noch fünf:
| Name                                | Änderungsname 1938 bis 1945 | Heutiger Name       | Bemerkungen                                                    |
| ----------------------------------- | --------------------------- | ------------------- | -------------------------------------------------------------- |
| Adlig Gurren                        |                             |                     | 1876 in den Amtsbezirk Olschöwen eingegliedert                 |
| Adlig Kermuschienen (Dorf)          |                             |                     | vor 1908 in den Gutsbezirk Lingwarowen eingegliedert           |
| Adlig Kermuschienen (Gut)           | Kermen                      | Scheluchowo/RUS     | seit 1928 Landgemeinde                                         |
| Alt Gurren                          |                             | Góry/PL             | 1876 in den Amtsbezirk Olschöwen eingegliedert                 |
| Lingwarowen                         | Berglingen                  | Łęgwarowo/PL        |                                                                |
| Marienwalde                         |                             | Maryszki/PL         |                                                                |
| Neu Gurren                          |                             | Góry                | 1876 in den Amtsbezirk Olschöwen eingegliedert                 |
| Piontken                            | Waldkerme                   | Kasatschje/RUS      |                                                                |
| seit vor 1908: Lindenhof (Sägewerk) |                             | Karatschje/RUS      | 1913 nach Adlig Kermuschienen eingemeindet, 1929 nach Piontken |
| seit 1937: Groß Illmen              |                             | Pogranitschnoje/RUS | gehörte vorher zum Amtsbezirk Karpowen                         |

Am 1. Januar 1945 bildeten den Amtsbezirk Berglingen noch die Gemeinden: Berglingen, Groß Illmen, Kermen, Marienwalde und Waldkerme.

## Religionen
Die mehrheitlich evangelische Bevölkerung Lingwarowens war vor 1945 in die Kirche Olschöwen (1938 bis 1945 Kanitz, polnisch Olszewo Węgorzewskie) in der Kirchenprovinz Ostpreußen der Kirche der Altpreußischen Union eingepfarrt. Die katholischen Kirchenglieder gehörten zur Pfarrkirche in Darkehmen (1938 bis 1945 Angerapp, russisch Osjorsk) im Bistum Ermland.
Heute sind die überwiegend katholischen Einwohner Łęgwarowens Teil der Pfarrei in Olszewo Węgorzewskie im Bistum Ełk (Lyck) der Römisch-katholischen Kirche in Polen. Die evangelischen Einwohner sind der Kirchengemeinde in Węgorzewo, einer Filialgemeinde der Pfarrei Giżycko (Lötzen) in der Diözese Masuren der Evangelisch-Augsburgischen Kirche in Polen, zugeordnet.

## Persönlichkeiten
- Hans Doering (* 28. Dezember 1871 in Lingwarowen; † 1946), deutscher Chirurg und Hochschullehrer

## Verkehr
Łęgwarowo liegt ein wenig abseits in Grenzlage, und ist nur auf einem Landweg sowie einer Nebenstraße von Perły (Perlswalde) an der polnischen Landesstraße DK 63 (frühere deutsche Reichsstraße 131) aus über Suczki (Sutzken, 1938 bis 1945 Sutzen) zu erreichen.